# Listă de plante medicinale - E
A - Ă - Â - B - C - D - E - F - G - H - I - Î - J - K - L - M - N - O - P - Q - R - S - Ș - T - Ț - U - V - X - Y - Z
| Plantă   | Denumire latină     | Proprietăți vindecătoare |
| -------- | ------------------- | ------------------------ |
| Eucalipt | Eucalyptus globulus |                          |

Listă de plante medicinale